# Pitohui cerviniventris
El pitohuí de Waigeo (Pitohui cerviniventris) es una especie de ave paseriforme de la familia Oriolidae endémica de las islas Raja Ampat. Su hábitat natural son los bosques húmedos tropicales de las islas al oeste de Nueva Guinea. Es una de las pocas especies de aves tóxicas conocidas.

## Taxonomía
Se consideró conespecífico del pitohuí variable norteño hasta 2013.
Se reconocen dos subespecie de pitohuí de Waigeo:
- P. c. pallidus - van Oort, 1907: se encuentra en las islas Sagewin y Batanta;
- P. c. cerviniventris - (Gray, GR, 1862): ocupa las islas de Waigeo y Gam.